# Sleepy John Estes
John Adam Estes (ur. 25 stycznia 1899 lub 1904 w Ripley, zm. 5 czerwca 1977 w Brownsville) znany jako Sleepy John Estes lub Sleepy John – niewidomy amerykański muzyk bluesowy, wokalista i gitarzysta. 

## Dyskografia
- Sleepy John Estes, 1929-1940 (RBF)
- Complete Recorded Works 1929-1941 Vols 1-2 (Document)
- I Ain't Gonna Be Worried No More 1929-1941 (Yazoo)
- The Legend of Sleepy John Estes (Delmark)
- Broke and Hungry, Ragged and Hungry Too (Delmark)
- Brownsville Blues (Delmark)
- Down South Blues (Delamark)
- Sleepy John Estes in Europe (Delmark)